# Eu Tava Lá
Eu Tava Lá é um podcast brasileiro do gênero histórias pessoais fundado em 2018. Apresentado por Braian Rizzo (ex-integrante do podcast Não Ouvo), é uma produção baseada em histórias pessoais vividas e contadas pelos convidados do podcast.

## História
O podcast Eu Tava Lá foi originalmente lançado em 2018, com o propósito de trazer um convidado diferente toda semana para bater papo (por telefone) sobre assuntos aleatórios e contar histórias pessoais escolhidas espontaneamente, sem interferência do apresentador. No dia seguinte ao seu lançamento, atingiu o topo dos podcasts mais ouvidos do iTunes e permaneceu no Brazilian Podcast Charts por 101 dias, ao lado de grandes nomes como Nerdcast, Mamilos e Projeto Humanos.

## Formato e convidados
O convidado do 1º episódio foi o humorista e apresentador Mauricio Meirelles que contou a história de uma aventura vivida durante uma viagem para a Tailândia ao lado de sua esposa. Desde então o podcast sempre intercala convidados famosos e anônimos que tenham boas histórias para contar.
Das celebridades entrevistadas, destacam-se o eterno Trapalhão Dedé Santana, o apresentador Yudi Tamashiro, os ex-CQC Lucas Salles, Rafael Cortez e Rafinha Bastos, os músicos Rodrigo Tavares (ex-Fresno), Lucas Silveira (Fresno), Thedy Corrêa (Nenhum de Nós), dentre dezenas de outros grandes nomes do entretenimento nacional.

## Desempenho
Eu Tava Lá aparece frequentemente entre os podcasts de maior audiência no Brasil na sua categoria. O podcast estreou na parada de Top Podcasts do Apple Podcasts em 20 de março de 2018, alcançando o topo das paradas. No fim do mesmo ano, figurou na lista de "Mais baixados lançados em 2018". Ao longo dos anos, o podcast manteve-se frequentemente entre os 20 podcasts da parada. Em 2019 apareceu na PodPesquisa, organizada pela abPod (Associação Brasileira de Podcasts), como o 11º podcast mais lembrado pelos ouvintes brasileiros.

## Controvérsias
Em julho de 2020, o programa Esporte Espetacular, apresentado por Lucas Gutierrez e Bárbara Coelho anunciou um novo quadro chamado "Eu Estava Lá" e imediatamente despertou a comparação do público com o podcast Eu Tava Lá, que existe desde 2018 e é uma marca registrada pela empresa de Braian Rizzo, desde 2019. A situação se resolveu amistosamente com pedido público de desculpas do apresentador Lucas Gutierrez e a não mais apresentação do quadro pelo Esporte Espetacular da Rede Globo.

## Integrantes
- Braian Rizzo (2018–atualmente)

## Ligações Externas
- «Sítio oficial»
- Eu tava lá no Spotify
- Eu Tava Lá no X
- Eu Tava Lá no Instagram